# Protyparcha scaphodes
Protyparcha scaphodes là một loài bướm đêm trong họ Crambidae.